# Idi Amin

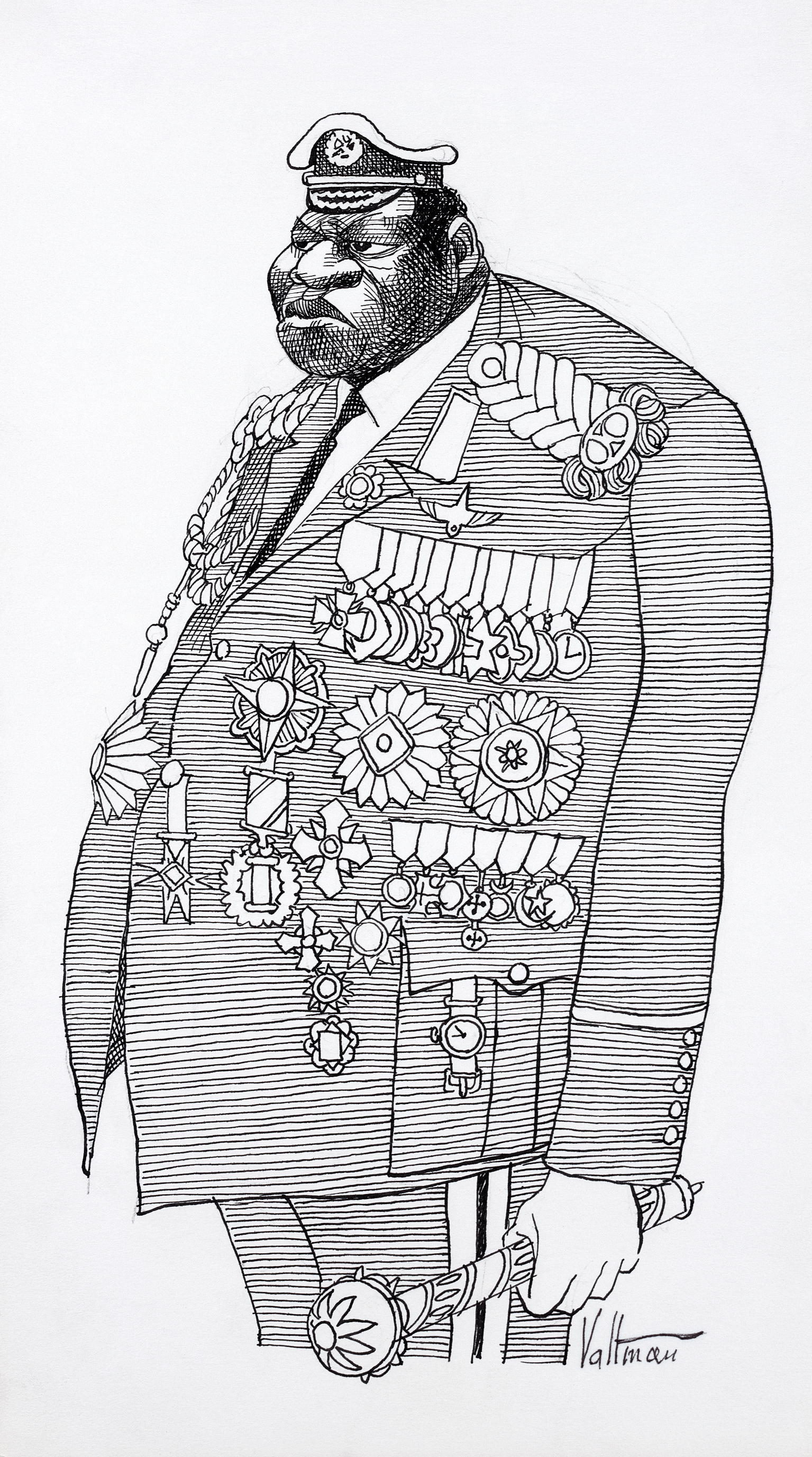
Karikatuur van Idi Amin door Edmund S. Valtman

Idi Amin Dada Oumee (Koboko, ca. 1923-1928 – Djedda, 16 augustus 2003) was van 1971 tot 1979 dictator van Oeganda. Zijn regeringstijd was een van de bloedigste in de naoorlogse Afrikaanse geschiedenis. Hij droeg de bijnaam Slachter van Afrika; zijn bewind kostte circa 300 000 mensen het leven.

## Levensloop
Het exacte geboortejaar van Amin is onbekend, de schattingen lopen uiteen van 1923 tot 1928. Hij was een Kakwa, lid van een volk in het noordwesten van Oeganda, niet ver van de grenzen met Soedan en Congo-Kinshasa. Hij volgde enkel lager onderwijs.

### Militaire carrière
In 1944 ging hij in militaire dienst bij de King's African Rifles. Als infanterist, zo beweerde Amin zelf, was hij actief in Birma in de strijd tegen de Japanners tijdens de Tweede Wereldoorlog, maar hiervoor ontbreekt ieder bewijs. In 1952 hielp hij in Somalië een opstand neerslaan en in 1953 vocht hij in het Britse leger tegen de Mau Mau-opstandelingen in Kenia. Van 1951 tot 1960 was hij bokskampioen van Oeganda en Brits-Oost-Afrika in de zwaargewichtklasse. In 1961 werd hij officier en hij klom op tot de rang van kolonel en plaatsvervangend bevelhebber van het leger van Oeganda.

### Presidentschap
Tijdens een buitenlandse reis van president Milton Obote greep generaal Amin op 25 januari 1971 de macht in de hoofdstad Kampala, waarna hij in het hele land een dictatoriaal regime vestigde. De militaire leiders die zijn staatsgreep niet steunden, werden onmiddellijk geëxecuteerd. Lange tijd werd gedacht dat de Britten achter Amins staatsgreep zaten. In De Staat van Afrika (2008) haalt Afrika-kenner Richard Dowden echter documenten aan van het Britse ministerie van Buitenlandse Zaken, die Israël aanwijzen als kwade genius achter de coup. Reden was de positie van Soedan. Omdat dit Arabische land sinds 1967 gold als vijand van Israël, steunde de joodse staat de rebellen in Zuid-Soedan. Buurland Oeganda was doorvoerhaven voor de wapens en Amin, die in Israël een opleiding had gevolgd tot parachutist, trad op als agent. Omdat president Obote de kant van Khartoem koos, had Israël veel belang bij een coup door zijn tegenstander Amin.
Amin was populair toen hij op 20 februari 1971 tot president werd uitgeroepen. Hij liet verschillende tegenstanders van ex-president Obote vrij uit de gevangenis. En hij liet toe dat het lichaam van de overleden koning van de Baganda's, een etnische groep die zich door Obote gemarginaliseerd voelde, uit Londen naar Kampala werd overgevlogen. De Baganda's strooiden bloemen op hun auto's en reden toeterend door de stad. Amin voerde aanvankelijk een gematigd rechts beleid. Maar al snel begonnen de zuiveringen in het leger onder de Acholi en Lango, etnische groepen die Obote hadden gesteund. Ook begon het vermoorden van prominente Oegandezen, onder wie twee van Amins ministers en de anglicaanse aartsbisschop. Idi Amin verloor ook de steun van de Baganda's, nadat hij het herstel van hun koningschap had afgewezen.
Toen de economische toestand verslechterde, verjoeg Amin in 1972 op advies van Moammar al-Qadhafi de welvarende Oegandese Indiase gemeenschap, circa 80 000 mensen; hij beweerde daartoe opgeroepen te zijn door God. Indiase inwoners die weigerden te vertrekken, werden vermoord door Amins troepen (zie het artikel Uitwijzing van Aziaten uit Oeganda).
In 1976 ondersteunde Amin een terroristische actie van Palestijnse en Duitse vliegtuigkapers door hen toe te staan een toestel van Air France en zijn passagiers onder te brengen op het internationale vliegveld van Entebbe en van daaruit eisen te stellen aan Israël. Een bliksemactie van het Israëlische leger op 4 juli 1976 maakte een eind aan de gijzeling, waarbij alle kapers, tientallen Oegandese militairen en ook enkele gijzelaars gedood werden.
In de loop der jaren kende Amin zichzelf imposante titels toe, variërend van 'president voor het leven' tot 'koning van Schotland'. Tijdens zijn bewind liet Amin zeker 100 000 veronderstelde tegenstanders uit de weg ruimen – volgens andere schattingen zelfs een half miljoen. Ballingen vertelden hoe hij tegenstanders aan de krokodillen voerde en dat hij hoofden van tegenstanders bewaarde in zijn koelkast.
Amin was onberekenbaar en leed aan grootheidswaan. Zo liet hij zich aanspreken als Zijne Excellentie Veldmaarschalk Hadji Doctor Idi Amin Dada, President voor het Leven van Oeganda, drager van het Victoriaanse Kruis, lid van de Excellente Orde van de Bron van de Nijl en Veroveraar van het Britse Rijk in Afrika. Toch had hij ook een instinct voor wat de bevolking wilde en zou verdragen. Verder steunde hij sterk op stam- en geloofsgenoten in het leger.

### Ballingschap
In 1978 vielen Amins troepen Tanzania binnen. Op 11 april 1979 lukte het Tanzania, met behulp van Oegandese guerrillastrijders, Amin te verjagen. Hij werd als president opgevolgd door Yusuf Lule. Amin vluchtte naar Libië. Eind jaren tachtig verhuisde hij naar Saoedi-Arabië, waar hij met zijn vier vrouwen van een Saoedisch staatspensioen leefde. In Saoedi-Arabië kwam hij nog een keer in opspraak, omdat hij een wapentransport zou hebben geregeld voor Oegandese rebellen. De Saoedische regering dwong hem als reactie daarop te verhuizen van Djedda naar het strengere Mekka. Idi Amin overleed in Djedda.

## Verfilming
In 1981 verscheen de Britse film Rise and Fall of Idi Amin. De film ging op 25 augustus 1981 in première. De film werd geregisseerd door Sharad Patel, Idi Amin werd gespeeld door de op Amin lijkende Joseph Olita. De film beschrijft het bewind van Idi Amin van 1971 tot zijn val in 1979. De film werd een exploitatiefilm genoemd, maar veel feiten komen wel overeen met de werkelijkheid. 
Begin 2007 ging in veel Europese bioscopen The Last King of Scotland in première. De film toont Idi Amin, gespeeld door Forest Whitaker, door de ogen van de jonge Schot Nicholas Garrigan, de lijfarts van de nieuwe president Idi Amin. De film is gebaseerd op een roman waarin historische feiten zijn verwerkt, maar het verhaal over de jonge Schotse dokter is volkomen fictief. In deze film wordt dokter Garrigan op een bepaald moment Amin's white monkey genoemd, wat een verwijzing is naar Bob Astles, Amins blanke Britse adviseur. In de pers werd Astles 'Amins blanke rat' genoemd.
In 1974 maakte Barbet Schroeder de documentaire General Idi Amin Dada.
Edward Mutesa · Milton Obote · Idi Amin · Yusuf Lule · Godfrey Binaisa · Paulo Muwanga · Presidentiële commissie · Milton Obote · Bazilio Olara-Okello · Tito Okello · Yoweri Museveni